# Aralia californica
Aralia californica är en araliaväxtart som beskrevs av S.Watson. Aralia californica ingår i släktet Aralia och familjen Araliaceae. Inga underarter finns listade.

## Bildgalleri

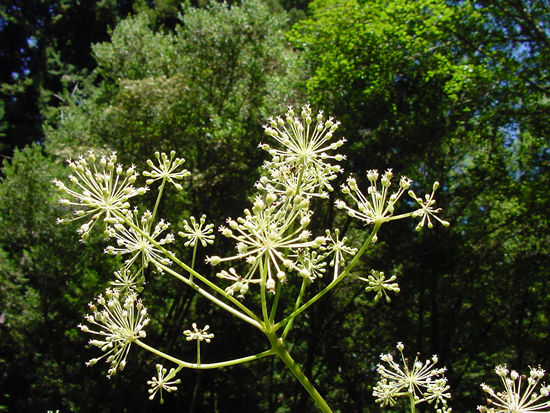